# Sofiane Fekih
Sofiane Fekih (ur. 9 sierpnia 1969 w Safakisie) – tunezyjski piłkarz grający na pozycji pomocnika. W swojej karierze rozegrał 37 meczów w reprezentacji Tunezji.

## Kariera klubowa
Całą swoją karierę piłkarską Fekih spędził w klubie CS Sfaxien. W 1988 roku zadebiutował w nim w pierwszej lidze tunezyjskiej i grał w nim do końca sezonu 1998/1999. W sezonie 1994/1995 wywalczył z nim swój jedyny w karierze tytuł mistrza Tunezji. W tamtym sezonie zdobył też Puchar Tunezji.

## Kariera reprezentacyjna
W reprezentacji Tunezji Fekih zadebiutował w 1994 roku. W 1996 roku wywalczył z Tunezją wicemistrzostwo Afryki w Pucharze Narodów Afryki. Rozegrał na nim pięć meczów: z Ghaną (1:2), z Wybrzeżem Kości Słoniowej (3:1), w ćwierćfinale z Gabonem (1:1, k. 4:1), półfinale z Zambią (4:2) i finale z Republiką Południowej Afryki (0:2).
W 1998 roku Fekih został powołany do kadry Tunezji na Puchar Narodów Afryki 1998. Wystąpił na nim w jednym meczu, z Togo (3:1). Od 1994 do 1998 roku rozegrał w kadrze narodowej 37 meczów.